# Prins Gustafs öga
Prins Gustafs öga (Nemophila menziesii) är en strävbladig växtart som beskrevs av William Jackson Hooker och Arnott. Enligt Catalogue of Life ingår Prins Gustafs öga i släktet kärleksblomstersläktet och familjen strävbladiga växter. Arten förekommer tillfälligt i Sverige, men reproducerar sig inte.

## Underarter
Arten delas in i följande underarter:
- N. m. atomaria
- N. m. integrifolia

## Bildgalleri

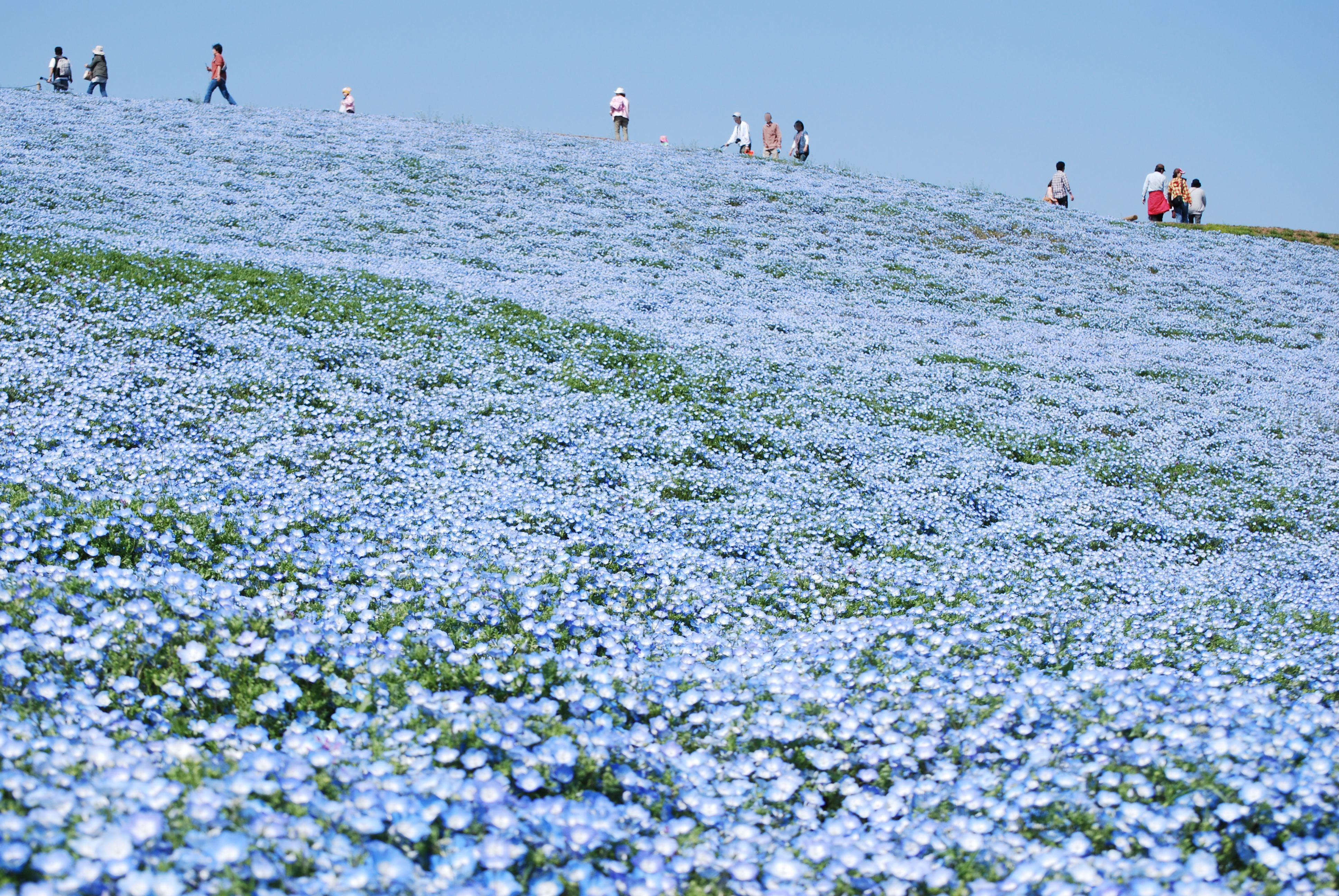
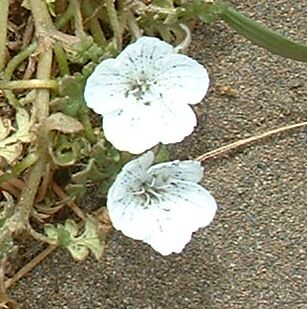
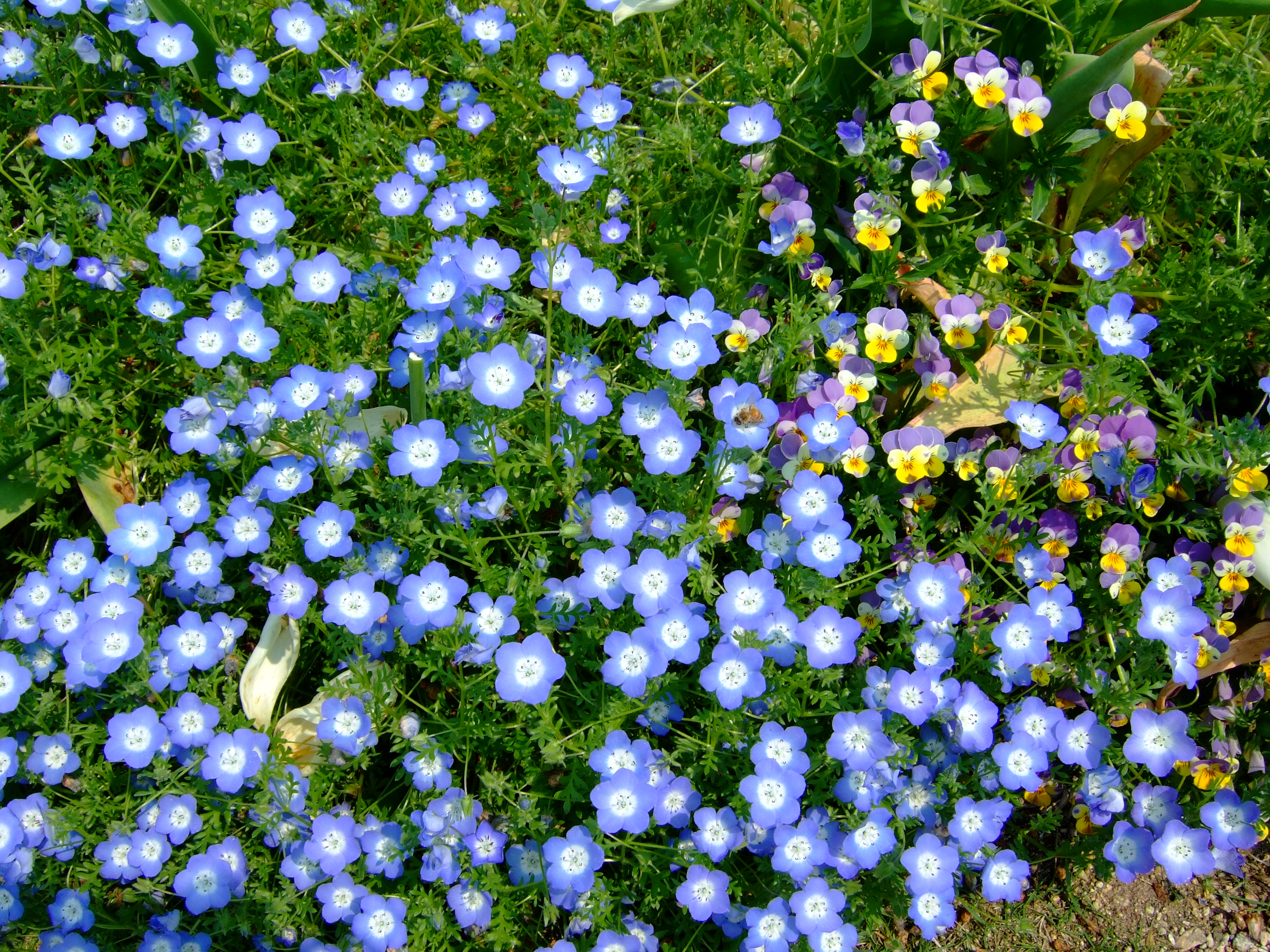
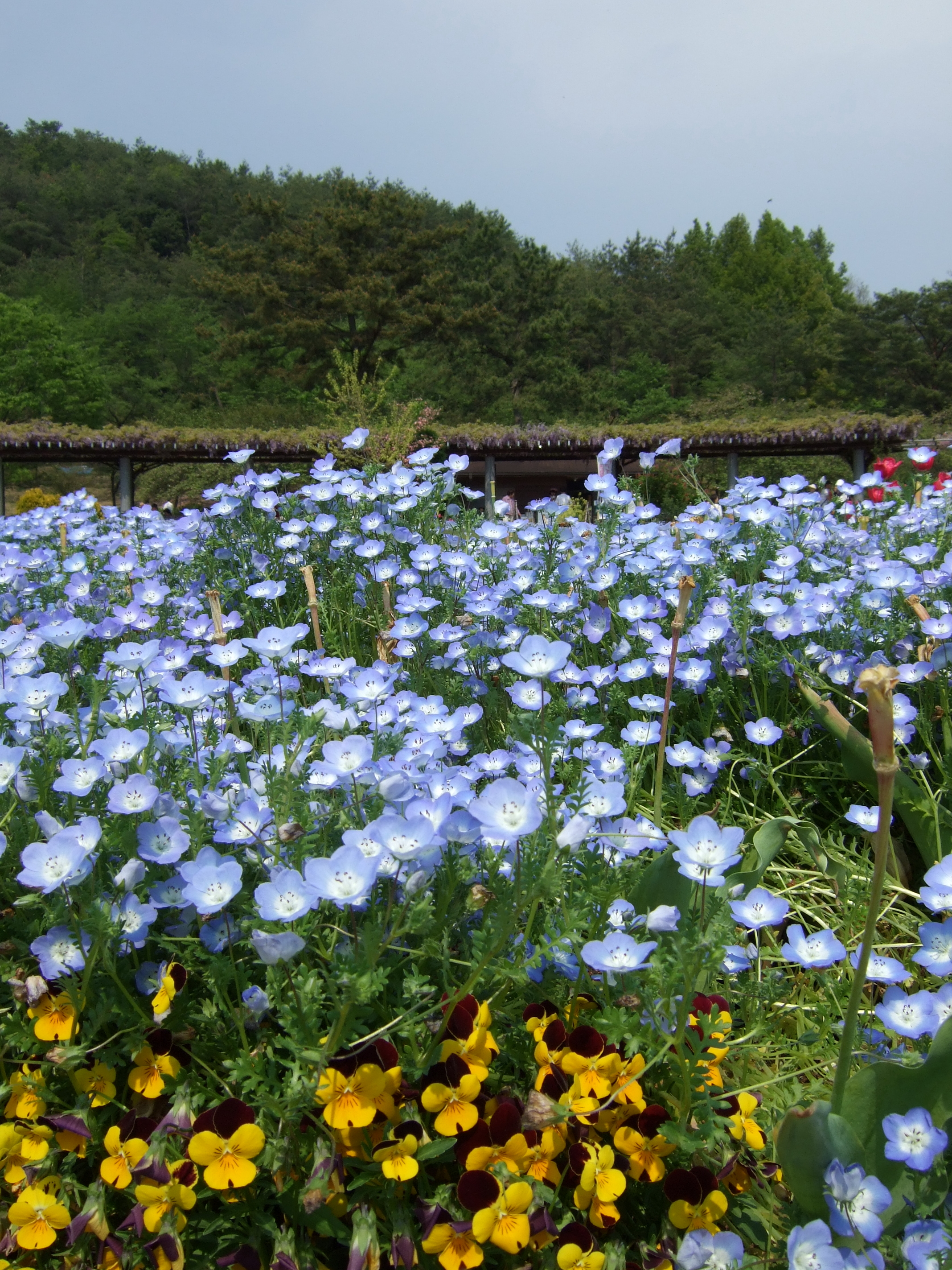
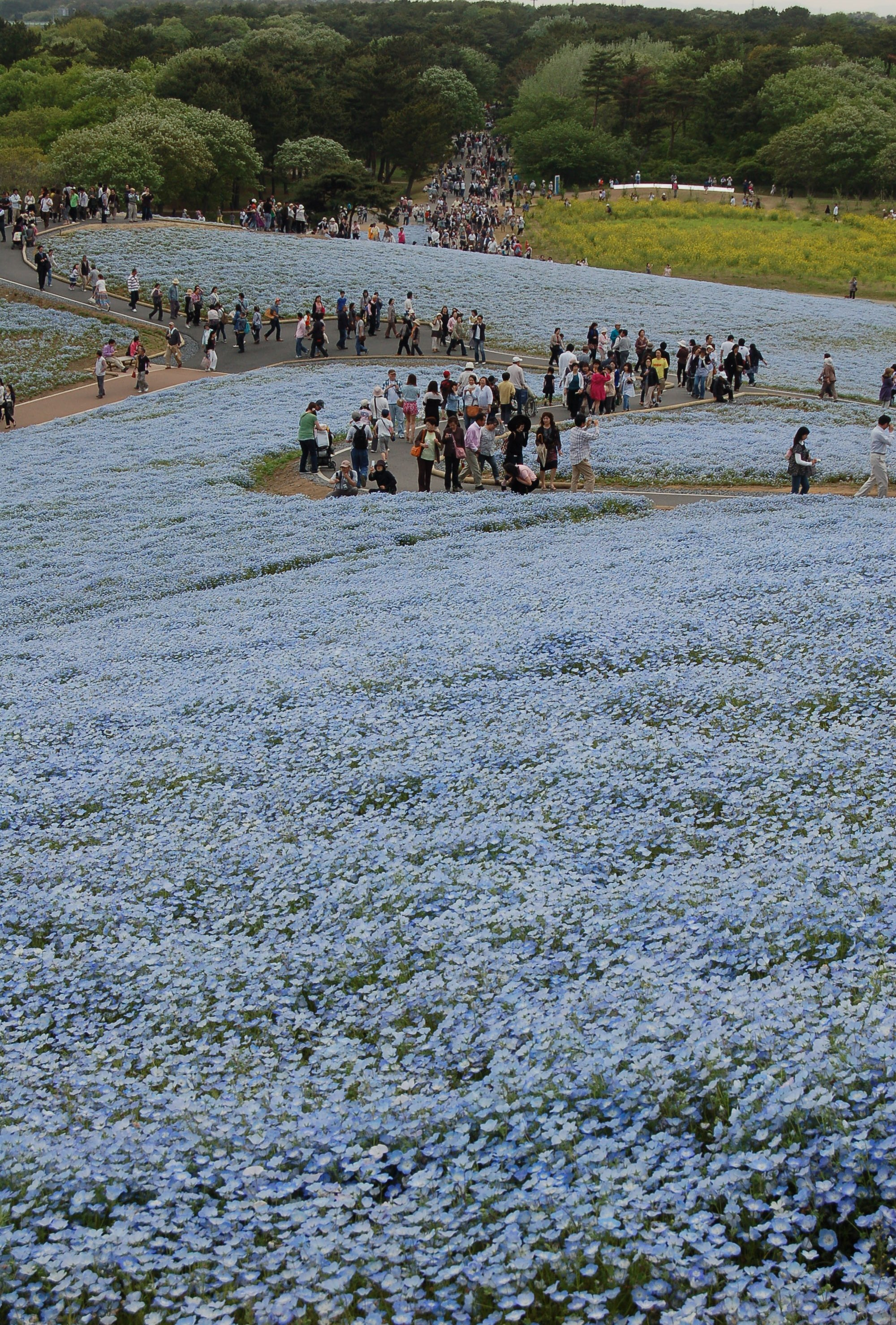
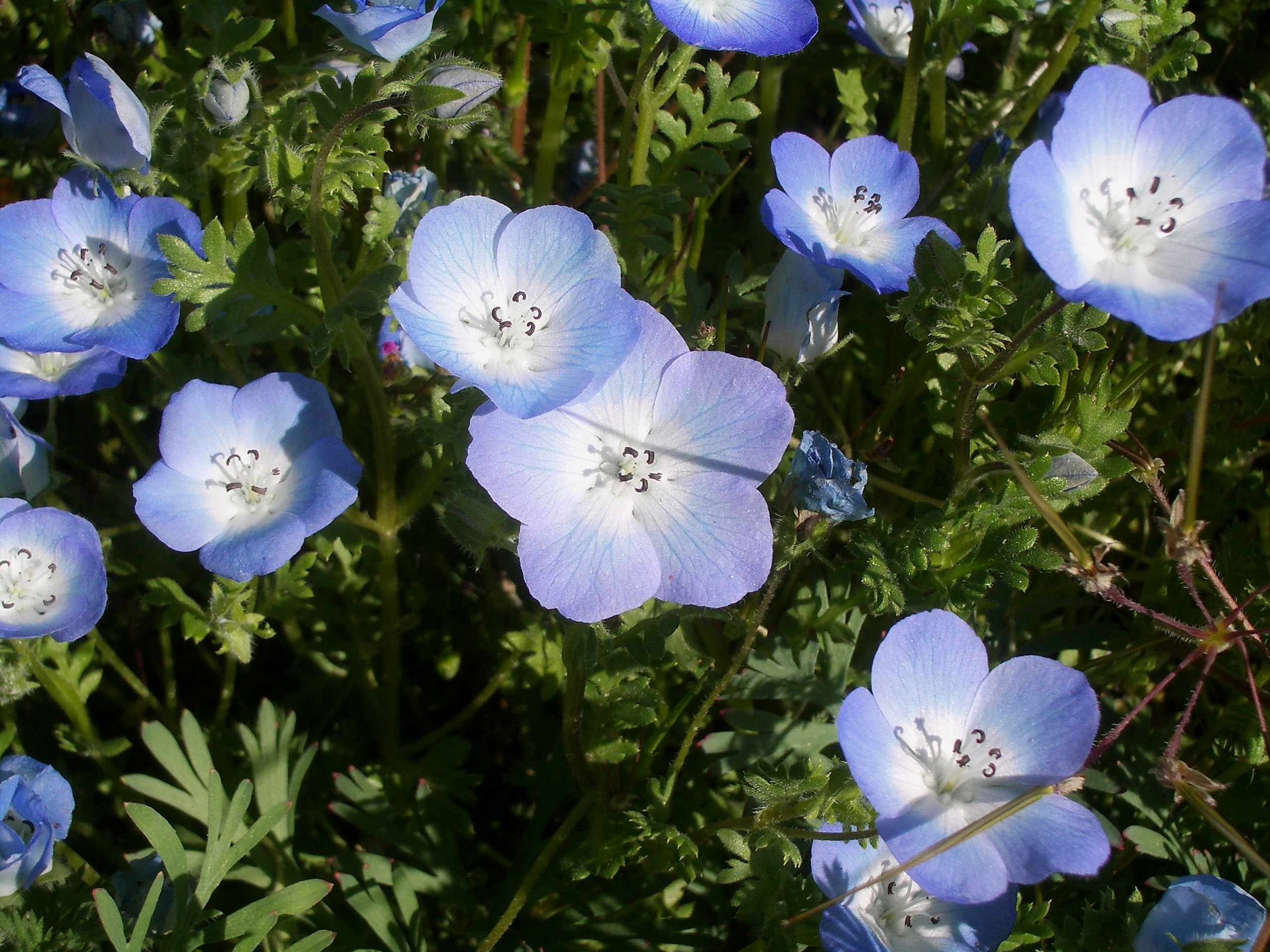